# Gukanshō

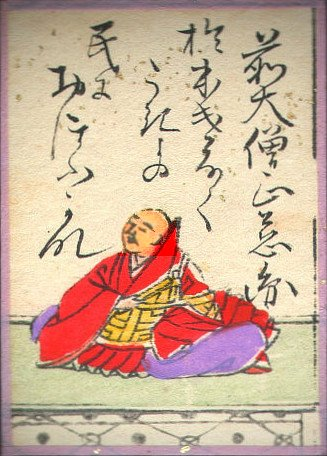
Jien, autor del Gukanshō.

El Gukanshō (愚管抄?  literalmente “Notas budistas de un tonto”) es una obra literaria e histórica que reseña la historia de Japón. Consiste de siete volúmenes y fue escrito por el monje budista Jien, de la secta Tendaishū, alrededor del año 1220.
La principal inspiración en la compilación del libro consistió en la disputa política entre el gobierno imperial y el shogunato.

## Contenido
El texto está compuesto de tres grandes secciones:
1. Los volúmenes 1 y 2 consisten una crónica imperial que comienza con el Emperador Jinmu y concluye con el Emperador Juntoku.
2. Los volúmenes 3 al 6 presentan una descripción histórica enfocada en la transición de las cosas.
3. El volumen 7 ofrece un sumario del estado de las cosas.

La obra fue aplicada con varios principios budistas como el mappō al proceso de desarrollo de una crónica de personas y eventos. Fue también consciente el autor en la aplicación de principios budistas en el análisis de la historia japonesa. Sin embargo, Jien no pudo separarse completamente de su posición como hijo y hermano de los oficiales del clan Fujiwara.

### En inglés
- Brown, Delmer e Ichiro Ishida, eds. (1979). Gukanshō; "The Future and the Past: a translation and study of the 'Gukanshō,' an interpretive history of Japan written in 1219" translated from the Japanese and edited by Delmer M. Brown & Ichirō Ishida. Berkeley: University of California Press. ISBN 0-520-03460-0
- Brownlee, John S. (1991). Political Thought in Japanese Historical Writing: From Kojiki (712) to Tokushi Yoron (1712). Waterloo, Ontario: Wilfred Laurier University Press. ISBN 0-889-20997-9

### En japonés
- Okami, Masao y Toshihide Akamatsu. (1967). [Jien, c. 1220] Gukanshōv. Tokio: Iwanami Shoten. ISBN 4-0006-0086-9